# Frederik Muller
Frederik Muller (født 22. juli 1817 i Amsterdam, død 4. januar 1881 sammesteds) var en Nederlandsk antikvar, bibliograf og boghandler i Amsterdam, Nederlandene. Han havde et auktionshus i Nieuwe Doelenstraat. 
Muller var en søn af Samuel Muller Hz., en professor ved Doopsgezind Seminarium i Amsterdam. Han blev gift med Gerarda Jacoba Yntema. Deres søn Samuel Muller Fzn. blev senere kendt som kommune- og statsarkivar, i Utrecht. En anden søn, Jakob Wijbrand Muller, blev professor i nederlandsk sprog og litteratur ved Universitetet i Utrecht, og hans søn, Frederik Muller Jzn, professor i Latin ved Universitetet i Amsterdam og Leiden.
En uddannelse i bogfag og biblioteksvæsen blev i det 20. århundrede opkald efter Muller, Frederik Muller Academie, som senere fusionerede med Hogeschool van Amsterdam.
P. J. Buijnster ser ham som den største antikvar som Nederlandene har kendt.
- Forhenværende aukstionshus i Nieuwe Doelenstraat
- Johannes Muller's bibliopolium med cameo portrætter af mændene der arbejdede på Rokin i Amsterdam.
- Auktionskatalog for Frederik Muller & Cie i 1912

## Eksterne henvisning
- Wikimedia Commons har flere filer relateret til Frederik Muller
- Frederik Muller in the RKD